# Enten
Enten és el déu de la fertilitat de la mitologia sumèria encarregat que els animals fossin fecunds, a diferència de la tasca d'Emet, el seu germà, qui s'encarregava de fer prosperar els vegetals. A una de les disputes sumèries apareix la rivalitat entre els dos germans i Enten surt victoriós davant el judici d'Enlil, qui els va crear.